# Lijst van voetbalinterlands Haïti - Jamaica
Deze lijst van voetbalinterlands is een overzicht van alle officiële voetbalwedstrijden tussen de nationale teams van Haïti en Jamaica. De landen speelden tot op heden 26 keer tegen elkaar. De eerste ontmoeting, een vriendschappelijke wedstrijd, werd gespeeld in Port-au-Prince op 13 maart 1938. Het laatste duel, een groepswedstrijd tijdens de CONCACAF Nations League 2023/24, vond plaats in Port of Spain (Trinidad en Tobago) op 15 oktober 2023.

## Wedstrijden
| №  | Plaats          | Datum             | Competitie                          | Wedstrijd       | Uitslag |
| -- | --------------- | ----------------- | ----------------------------------- | --------------- | ------- |
| 1  | Port-au-Prince  | 13 maart 1938     | Vriendschappelijk                   | Haïti − Jamaica | 5 − 2   |
| 2  | Port-au-Prince  | 15 maart 1938     | Vriendschappelijk                   | Haïti – Jamaica | 0 – 3   |
| 3  | Kingston        | 9 oktober 1948    | Vriendschappelijk                   | Jamaica – Haïti | 1 – 0   |
| 4  | Port-au-Prince  | 22 juni 1966      | Vriendschappelijk                   | Haïti – Jamaica | 3 – 0   |
| 5  | Kingston        | 21 januari 1967   | CONCACAF-kampioenschap 1967         | Jamaica – Haïti | 0 – 1   |
| 6  | Port-au-Prince  | 6 februari 1969   | Vriendschappelijk                   | Haïti – Jamaica | 1 – 2   |
| 7  | Kingston        | 2 februari 1975   | Vriendschappelijk                   | Jamaica – Haïti | 0 – 1   |
| 8  | Kingston        | 5 februari 1975   | Vriendschappelijk                   | Jamaica – Haïti | 1 – 0   |
| 9  | Port-au-Prince  | 22 mei 1975       | Vriendschappelijk                   | Haïti – Jamaica | 0 – 1   |
| 10 | Port-au-Prince  | 28 oktober 1979   | Vriendschappelijk                   | Haïti – Jamaica | 3 – 0   |
| 11 | Kingston        | 2 november 1979   | Vriendschappelijk                   | Jamaica – Haïti | 0 – 4   |
| 12 | Kingston        | 29 april 1984     | Vriendschappelijk                   | Jamaica – Haïti | 0 – 1   |
| 13 | Port-au-Prince  | 18 oktober 1997   | Vriendschappelijk                   | Haïti – Jamaica | 0 – 1   |
| 14 | Kingston        | 26 juli 1998      | Caribbean Cup 1998                  | Haïti – Jamaica | 1 – 2   |
| 15 | Kingston        | 30 maart 2003     | CONCACAF Gold Cup 2003 kwalificatie | Jamaica – Haïti | 3 – 0   |
| 16 | Miami           | 12 juni 2004      | WK 2006 kwalificatie                | Haïti – Jamaica | 1 – 1   |
| 17 | Kingston        | 20 juni 2004      | WK 2006 kwalificatie                | Jamaica – Haïti | 3 – 0   |
| 18 | Kingston        | 28 november 2004  | Caribbean Cup 2005 kwalificatie     | Jamaica − Haïti | 3 − 1   |
| 19 | Kingston        | 1 oktober 2006    | Caribbean Cup 2007 kwalificatie     | Jamaica − Haïti | 2 − 0   |
| 20 | Fort Lauderdale | 23 mei 2009       | Vriendschappelijk                   | Jamaica − Haïti | 2 − 2   |
| 21 | Montego Bay     | 16 november 2014  | Caribbean Cup 2014                  | Jamaica − Haïti | 2 − 0   |
| 22 | Baltimore       | 18 juli 2015      | CONCACAF Gold Cup 2015              | Haïti – Jamaica | 0 – 1   |
| 23 | Port-au-Prince  | 17 november 2015  | WK 2018 kwalificatie                | Haïti − Jamaica | 0 − 1   |
| 24 | Kingston        | 6 september 2016  | WK 2018 kwalificatie                | Jamaica − Haïti | 0 − 2   |
| 25 | Kingston        | 12 september 2023 | CONCACAF Nations League 2023/24     | Jamaica − Haïti | 2 − 2   |
| 26 | Port of Spain   | 15 oktober 2023   | CONCACAF Nations League 2023/24     | Haïti − Jamaica | 2 − 3   |

## Samenvatting
| Competitie                     | Totaal gespeeld | Winst Haïti | Gelijk | Winst Jamaica | Doelsaldo Haïti – Jamaica |
| ------------------------------ | --------------- | ----------- | ------ | ------------- | ------------------------- |
| WK-kwalificatie                | 4               | 1           | 1      | 2             | 3 − 5                     |
| CONCACAF Gold Cup              | 2               | 1           | 0      | 1             | 1 − 1                     |
| CONCACAF Gold Cup-kwalificatie | 1               | 0           | 0      | 1             | 0 − 3                     |
| CONCACAF Nations League        | 2               | 0           | 1      | 1             | 4 − 5                     |
| Caribbean Cup                  | 2               | 0           | 0      | 2             | 1 − 4                     |
| Caribbean Cup-kwalificatie     | 2               | 0           | 0      | 2             | 1 − 5                     |
| Vriendschappelijk              | 13              | 6           | 1      | 6             | 20 − 13                   |
| Totaal                         | 26              | 8           | 3      | 15            | 30 − 36                   |

## Details

### 21ste ontmoeting
| Caribbean Cup 2014 (Montego Bay, Jamaica, 16 november 2014): |       |       |
| Jamaica                                                      | 2 – 0 | Haïti |
| Simon Dawkins 13' Darren Mattocks 20'                        | goals |       |

### 24ste ontmoeting
| WK 2018 kwalificatie (Kingston, Jamaica, 6 september 2016): |       |                                      |
| Jamaica                                                     | 0 – 2 | Haïti                                |
|                                                             | goals | 68' Kevin Lafrance 88' Duckens Nazon |

FHF · A-internationals · Selecties · Bondscoaches · Haïtiaans vrouwenelftal ·  Haïti U21 · Haïti U20 · Haïti U19 · Haïti U18 · Haïti U17
1925 ·
1926 ·
1927–1931 · 
1932 ·
1933 · 
1934 ·
1935–1937 · 
1938 ·
1939 ·
1940–1943 · 
1944 ·
1945–1947 · 
1948 ·
1949 ·
1950 ·
1951 ·
1952 ·
1953 ·
1954 ·
1955 · 
1956 ·
1957 ·
1958 ·
1959 ·
1960 · 
1961 ·
1962 ·
1963 ·
1964 ·
1965 ·
1966 ·
1967 ·
1968 ·
1969 ·
1970 · 
1971 ·
1972 ·
1973 ·
1974 ·
1975 ·
1976 ·
1977 ·
1978 ·
1979 ·
1980 ·
1981 ·
1982 · 
1983 ·
1984 ·
1985 ·
1986–1988 · 
1989 ·
1990 · 
1991 ·
1992 ·
1993 · 
1994 ·
1995 · 
1996 ·
1997 ·
1998 ·
1999 ·
2000 ·
2001 ·
2002 ·
2003 ·
2004 ·
2005 ·
2006 ·
2007 ·
2008 ·
2009 ·
2010 ·
2011 ·
2012 ·
2013 ·
2014 ·
2015 ·
2016 ·
2017 ·
2018 ·
2019 ·
2020 ·
2021 ·
2022 ·
2023 ·
2024
Amerikaanse Maagdeneilanden ·
Antigua en Barbuda ·
Argentinië ·
Aruba ·
Bahama's ·
Bahrein ·
Barbados ·
Belize ·
Bermuda ·
Bolivia ·
Brazilië ·
Britse Maagdeneilanden ·
Canada ·
Chili ·
China ·
Colombia ·
Costa Rica ·
Cuba ·
Curaçao ·
Dominica ·
Dominicaanse Republiek ·
Ecuador ·
El Salvador ·
Grenada ·
Guatemala ·
Guyana ·
Honduras ·
Italië ·
Jamaica ·
Japan ·
Jordanië ·
Kaaimaneilanden ·
Kosovo ·
Mexico ·
Montserrat ·
Nederlandse Antillen ·
Nicaragua ·
Oman ·
Panama ·
Peru ·
Polen ·
Puerto Rico ·
Qatar ·
Saint Kitts en Nevis ·
Saint Lucia ·
Saint Vincent en de Grenadines ·
Spanje ·
Suriname ·
Syrië ·
Trinidad en Tobago ·
Turks- en Caicoseilanden ·
Uruguay ·
Venezuela ·
Verenigde Arabische Emiraten ·
Verenigde Staten ·
Zuid-Korea
JFF · A-internationals · Bondscoaches · Selecties · Statistieken · Jamaicaans vrouwenelftal · Olympisch elftal · Jamaica U21 · Jamaica U19 · Jamaica U17
1920 – 1959 · 
1960 – 1969 · 
1970 – 1979 · 
1980 – 1989 · 
1990 – 1999 · 
2000 – 2009 · 
2010 – 2019 · 
2020 – 2029
Gold Cup 1991 · 
Gold Cup 1993 · 
Gold Cup 1998 · 
Gold Cup 2000 · 
Gold Cup 2003 · 
Gold Cup 2005 · 
Gold Cup 2009 · 
Gold Cup 2011 · 
Gold Cup 2015
Copa América 2015
WK 1998
1925 · 
1926 · 
1927–1929 · 
1930 · 
1931 · 
1932 · 
1933–1934 · 
1935 · 
1936 · 
1937 · 
1938 · 
1939–1946 · 
1947 · 
1948 · 
1949 · 
1950 · 
1951 · 
1952 · 
1953 · 
1954–1956 · 
1957 · 
1958 · 
1959 · 
1960 · 
1961 · 
1962 · 
1963 · 
1964 · 
1965 · 
1966 · 
1967 · 
1968 · 
1969 · 
1970 · 
1971 · 
1972 · 
1973 · 
1974 · 
1975 · 
1976 · 
1977 · 
1978 · 
1979 · 
1980 · 
1981 · 
1982 · 
1983 · 
1984 · 
1985 · 
1986 · 
1987 · 
1988 · 
1989 · 
1990 · 
1991 · 
1992 · 
1993 · 
1994 · 
1995 · 
1996 · 
1997 · 
1998 · 
1999 · 
2000 · 
2001 · 
2002 · 
2003 · 
2004 · 
2005 · 
2006 · 
2007 · 
2008 · 
2009 · 
2010 · 
2011 · 
2012 · 
2013 · 
2014 · 
2015 · 
2016 ·
2017 ·
2018 ·
2019 ·
2020 ·
2021 ·
2022 ·
2023 ·
2024
Amerikaanse Maagdeneilanden ·
Antigua en Barbuda ·
Argentinië ·
Aruba ·
Australië ·
Bahama's ·
Barbados ·
Bermuda ·
Bolivia ·
Brazilië ·
Britse Maagdeneilanden ·
Bulgarije ·
Canada ·
Chili ·
China ·
Colombia ·
Costa Rica ·
Cuba ·
Curaçao ·
Dominica ·
Dominicaanse Republiek ·
Ecuador ·
Egypte ·
El Salvador ·
Engeland ·
Frankrijk ·
Ghana ·
Grenada ·
Guatemala ·
Guyana ·
Haïti ·
Honduras ·
Ierland ·
India ·
Indonesië ·
Iran ·
Japan ·
Jordanië ·
Kaaimaneilanden ·
Kameroen ·
Kroatië ·
Maleisië ·
Marokko ·
Mexico ·
Nederlandse Antillen ·
Nicaragua ·
Nieuw-Zeeland ·
Nigeria ·
Noord-Macedonië ·
Noorwegen ·
Panama ·
Paraguay ·
Peru ·
Puerto Rico ·
Qatar ·
Saint Kitts en Nevis ·
Saint Lucia ·
Saint Vincent en de Grenadines ·
Saoedi-Arabië ·
Servië ·
Suriname ·
Trinidad en Tobago ·
Uruguay ·
Venezuela ·
Verenigde Staten ·
Vietnam ·
Wales ·
Zambia ·
Zuid-Afrika ·
Zuid-Korea ·
Zweden ·
Zwitserland